# 開封路
開封路（Kaifong Rd.）為高雄市新興區及三民區的南北向道路，南起於民生一路、南海街口，北止於河南一路。路幅較為狹窄。

## 行經行政區域
- 新興區
- 三民區

## 沿線設施
（由南至北）
- 高雄市政府警察局新興分局中正三路派出所
- 捷運信義國小站
- 高雄市新興區信義國小
- OK便利商店高雄六合一店
- 京城銀行中正分行
- 八德拖吊場
- 新興公園
- 幸福川

## 公共自行車
- 高雄市公共自行車租賃系統：
  - 新興公園西南側：興邦路與開封路口東北側

## 相關連結
- 高雄市主要道路列表